# Waynesboro (Tennessee)
Pour les articles homonymes, voir Waynesboro.
Waynesboro est une ville des États-Unis, siège du comté de Wayne, dans l’État du Tennessee. Sa population s’élevait à 2 449 habitants lors du recensement de 2010 et est estimée à 2 357 habitants en 2016.

## Histoire
Fondée en 1821, la localité a été nommée en hommage au général Anthony Wayne.

## Source
- (en) Cet article est partiellement ou en totalité issu de l’article de Wikipédia en anglais intitulé « Waynesboro, Tennessee » (voir la liste des auteurs).